# Jan Riabinin

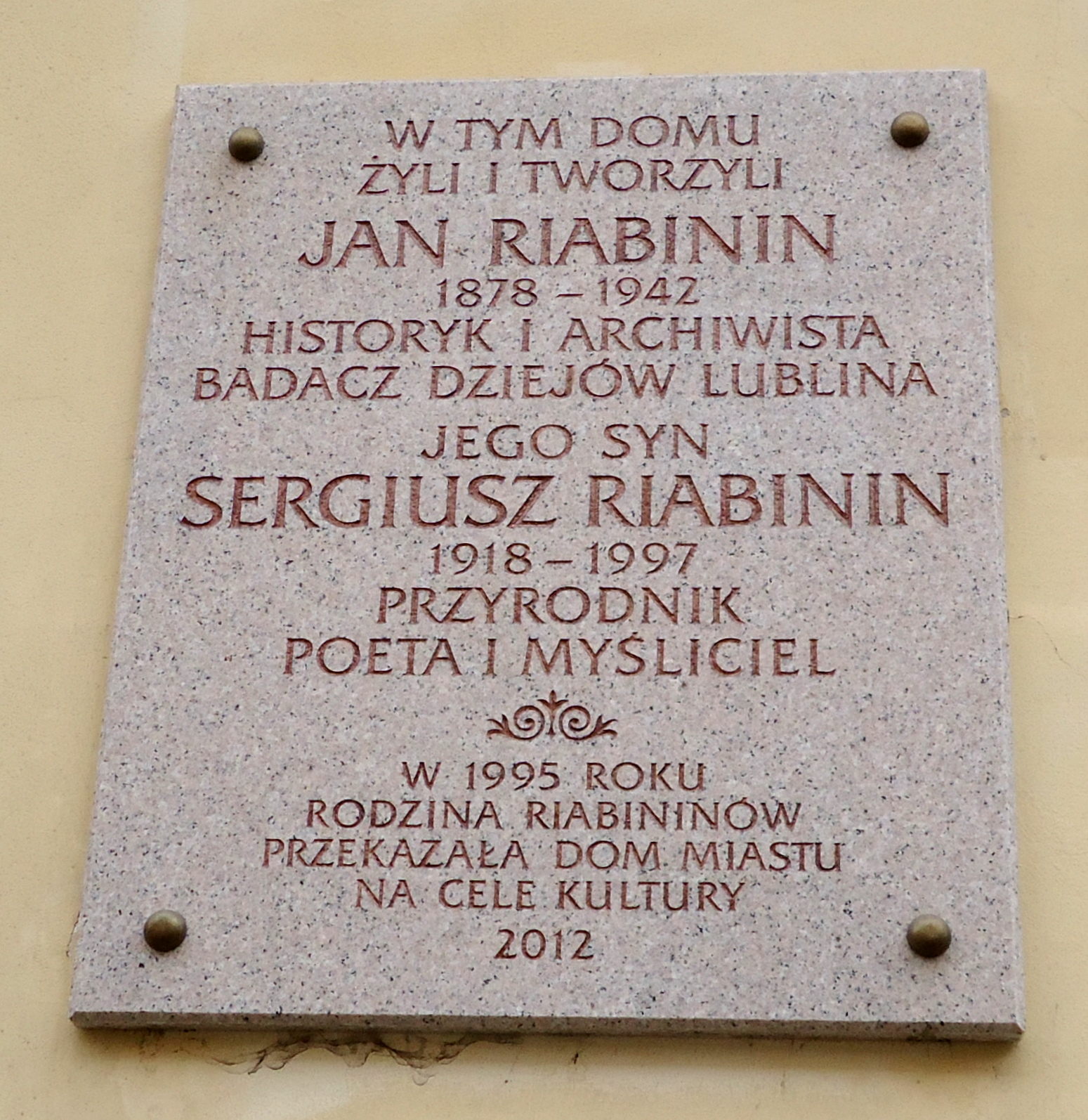
Tablica pamiątkowa na kamienicy przy ul. Złotej 3 w Lublinie

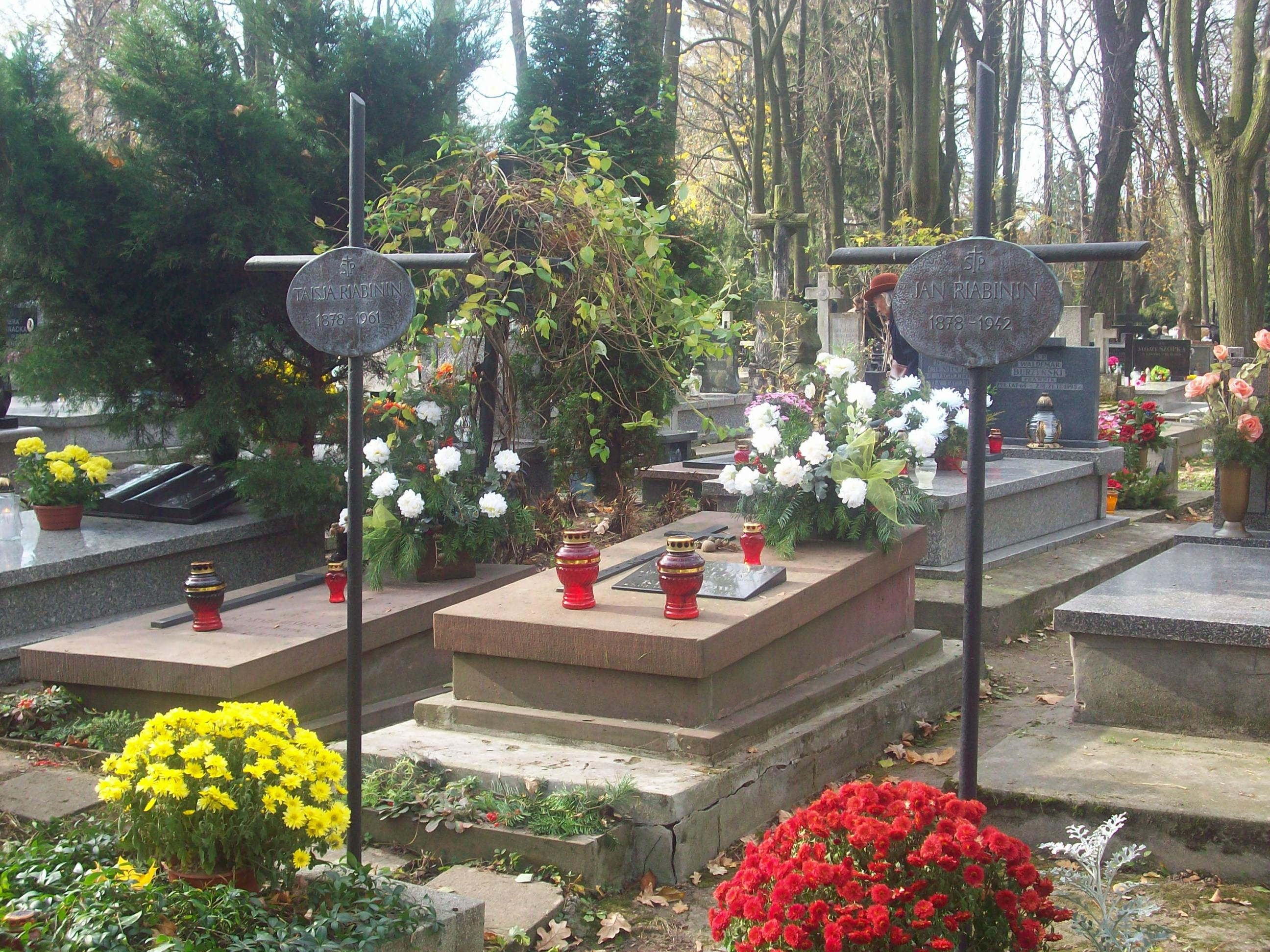
Grób Jana Riabinina na cmentarzu prawosławnym przy ulicy Lipowej w Lublinie

Jan Riabinin (ur. 22 sierpnia 1878 w Lublinie, zm. 20 lipca 1942 tamże) – polski historyk i archiwista, badacz i popularyzator dziejów Lublina. W latach 1928–1938 kustosz Archiwum Państwowego w Lublinie. Członek Towarzystwa Przyjaciół Nauk w Lublinie.

## Życiorys
Naukę rozpoczął w rosyjskim gimnazjum w Lublinie, następnie z powodu stanu zdrowia (postępująca głuchota) przeniósł się do IV Gimnazjum w Moskwie. W roku 1901 rozpoczął studia historyczne na Uniwersytecie Moskiewskim. W latach 1904–1918 pracował w Archiwum Głównym Ministerstwa Spraw Zagranicznych w Moskwie, gdzie zajmował się m.in. porządkowaniem Archiwum Królestwa Polskiego, tj. akt władz Rzeczypospolitej wywiezionych z Warszawy w 1794 roku. W okresie wojny polsko-bolszewickiej pracował w Biurze Statystycznym w Mariupolu na Ukrainie. W roku 1921 na stałe wrócił do Polski. Pracował w Archiwum Państwowym w Kielcach (1921) oraz w Archiwum Państwowym w Lublinie (1921–1938).
Zmarł w Lublinie. Pochowany na Cmentarzu przy ul. Lipowej (część prawosławna).

## Życie prywatne
Był czwartym dzieckiem Sergiusza Riabinina i Pauliny Stanisławy Laury z domu Goetz. 16 kwietnia 1914 roku w lubelskiej cerkwi wstąpił w związek małżeński z Taisą Krapiwun (Krapiwin) (1878–1961). Mieszkał w Lublinie w należącej do rodziny kamienicy przy ul. Złotej 3 (obecnie siedziba Muzeum Józefa Czechowicza). Jego synem był Sergiusz Riabinin (1918–1997), fenolog i poeta.

## Ordery i odznaczenia
- Złoty Krzyż Zasługi (9 listopada 1932)[4]
- Brązowy Medal za Długoletnią Służbę (1938)[5]

## Ważniejsze publikacje
1. Dawne księgi miejskie lubelskie, (Odbitka z „Regionu Lubelskiego”, nr 1, 1928).
2. Jeszcze o czarach i gusłach w dawnym Lublinie, (Odbitka z „Głosu Lubelskiego”, nr 306) Lublin 1936.
3. Lauda miejskie lubelskie XVII wieku, Lublin 1935.
4. Lublin w księgach wójtowsko – ławniczych XVII–XVIII w., Lublin 1928.
5. Lublin w 1655 roku, Lublin 1936.
6. Materiały do historii miasta Lublina 1317–1792, Lublin 1938.
7. Materiały do lubelskiego słownika aktowego, Lublin 1934.
8. Nazwiska, przezwiska i przemianki dawnych mieszczan lubelskich, Lublin 1936.
9. Prawo małżeńskie wedle praktyki miejskiej lubelskiej w XVII wieku, „Pamiętnik Historyczno–Prawny”, T.2, z. 4, Lwów 1933.
10. Proces sukcesorów rajcy lubelskiego Stanisława Lichańskiego 1622 r.: (przyczynek do prawa kaduka), Lublin 1937.
11. Rada miejska lubelska XVII wieku, Lublin 1933.
12. Rada miejska lubelska w XVIII wieku, Lublin 1931.
13. Z dziejów sądownictwa w dawnym Lublinie, Warszawa 1933.
14. Z dziejów żydów lubelskich, Lublin 1936.
15. Z lubelskiej terminologii rzemieślniczej, Lublin 1937.